# Wilhelm Lünenschloß
Wilhelm Lünenschloß (* 27. Juni 1880 in Hagen; † 10. Juli 1929 ebenda) war ein deutscher Bauunternehmer und Politiker (Wirtschaftspartei).

## Leben und Wirken
Lünenschloß besuchte zunächst die Volksschule, dann die Gewerbeschule und die Oberrealschule, die er mit dem Reifezeugnis verließ. Nach dem Militärdienst als Einjährig-Freiwilliger wurde er Lehrling in einem Baugeschäft. Danach arbeitete er zwei Jahre praktisch als Maurer und Zimmerer, bevor er eine Baugewerkschule besuchte. Später übernahm er das Baugeschäft seines Schwiegervaters. 
Nach dem Ersten Weltkrieg sammelte er erste politische Erfahrungen als Vorsitzender des Provinzialverbandes Westfälischer Haus- und Grundbesitzervereine. Wilhelm Lünenschloß gehörte zu den Gründungsmitgliedern der Wirtschaftspartei, für die er von 1924 bis 1928 als Abgeordneter im Preußischen Landtag und von 1928 bis 1929 als Abgeordneter im Reichstag saß, in dem er den Wahlkreis 18 (Westfalen Süd) vertrat. Daneben gehörte er dem Westfälischen Provinziallandtag und dem Westfälischen Provinzialausschuss an. Außerdem war er Gerichts- und Sparkassentaxator.

## Schriften
- Das Reichsmietengesetz nach der ersten Lesung des Wohnungs-Ausschusses im Reichstage. Vortrag auf der außerordentlichen Verbandstage des Zentral-Verbandes deutschen Haus- und Grundbesitzer-Vereine am Sonntag dem 11. Dezember 1921 in Berlin. Berlin-Spandau 1922.